# Discopodium penninervium
Discopodium penninervium ist eine Pflanzenart in der Familie der Nachtschattengewächse (Solanaceae). Es ist eine von zwei Arten der Gattung Discopodium.

## Beschreibung

### Vegetative Merkmale
Discopodium penninervium ist ein 1 bis 2 m hoher Strauch oder bis zu 6 m hoher Baum. Die Laubblätter sind meist (oder zumindest die oberen) ungleich geformt. Die Blattspreiten sind eiförmig-elliptisch oder elliptisch, die Ränder ganzrandig oder nach oben gebogen und gewellt. Die Spitzen sind spitz oder scharfspitzig, die Basis ist stumpf oder beinahe spitz. Die unteren Blätter sind etwa 14,5 bis 21,5 × 7 bis 8,5 cm groß, die oberen nur etwa (selten bis 4) 6,5 bis 15 × (1,5) 3 bis 6 cm. Die Behaarung ist sehr vielfältig und kann spinnwebenartig bis filzig oder auch kaum vorhanden sein.

### Blüten
Die Blüten stehen zu fünft bis zu zehnt in Büscheln in den Achseln an 10 bis 15 mm langen Blütenstielen. Der becherförmige Kelch ist 3,5 bis 4 mm lang, nahezu abgestumpft. Die fünf kurzen Kelchzähne sind nur knapp 1 mm lang, sie sind scharfspitzig oder abgestumpft. Die grünlich-gelbe Krone ist 8 bis 10 mm lang und glocken- bis urnenförmig. Die fünf länglichen, zugespitzten Kronlappen haben in etwa 1/1,5 bis 1/3 der Länge der Kronröhre. Sie sind zunächst gerade, letztlich zurückgebogen. Der obere Teil der Kronröhre und die Kronlappen sind dicht mit kurzen, einfachen, vielzelligen, gelblich-braunen Trichomen besetzt.
Die fünf gleichgestaltigen Staubblätter stehen nicht über die Krone hinaus, die Staubfäden sind unbehaart und in der unteren Hälfte der Krone fixiert. Sie sind länger oder genauso lang wie die dicken, dorsal (rückseitig) fixierten Staubbeutel, die etwa 2 mm lang sind. Die ventrale (an der Unterseite befindliche) Oberfläche ist mit einigen kurzen Trichomen besetzt. Das Verbindungsgewebe zwischen den beiden im unteren 1/3 bis 1/4 voneinander frei stehenden Theka ist dick.
Der Fruchtknoten ist unbehaart, nahezu konisch, die kreisförmigen Nektarien sind tief gelegen und beinahe so hoch wie der restliche Fruchtknoten. Die Narbe ist köpfchenförmig-scheibenförmig, eingedrückt und dick. Der Griffel ist mit aufwärts gerichteten Trichomen besetzt.

### Früchte und Samen
Die Früchte sind rote, kugelförmige, glatte Beeren mit einem Durchmesser von 7 mm. Der an der Frucht bestehende Kelch ist nicht vergrößert. Die Früchte enthalten 14 bis 20 Samen, die nahezu nierenförmig und stark eingedrückt sind, ihre Länge beträgt etwa 3 mm. Der Embryo ist kreisförmig gebogen, die Keimblätter sind kürzer als der restliche Embryo.

## Vorkommen
Die Vorkommen von Discipodium penninervium beschränken sich auf die Bergwälder des östlichen, mittleren und westlichen tropischen Afrikas, wo sie in Höhen zwischen 2.000 und 3.000 m wachsen. Das Verbreitungsgebiet reicht von Benin bis Eritrea und vom Sudan bis Mosambik.

## Systematik
Es gibt bei der Gattung Discopodium noch eine zweite Art:
- Discopodium eremanthum Chiov.: Sie kommt von Äthiopien bis Tansania vor.[1]